# Damernas stafett i längdskidåkning vid olympiska vinterspelen 1994
Damernas stafett i längdskidåkning vid olympiska vinterspelen 1994 avgjordes den 21 februari och bestod av fyra sträckor om fem kilometer. För Sveriges räkning kördes sträckorna i ordningsföljd av Anna Frihtioff, Marie-Helene Östlund, Anna-Lena Fritzon och Antonina Ordina. Ryssland vann guld, Norge silver och Italien brons.

## Medaljörer
| Spel    | Guld                                                                 | Silver                                                             | Brons                                                                      |
| Stafett | Ryssland Jelena Välbe Larisa Lazutina Nina Gavriljuk Ljubov Jegorova | Norge Trude Dybendahl Inger Helene Nybråten Elin Nilsen Anita Moen | Italien Bice Vanzetta Manuela Di Centa Gabriella Paruzzi Stefania Belmondo |

## Resultat
| Placering | Bib | Land                                                                                   | Tid       | Skillnad |
| --------- | --- | -------------------------------------------------------------------------------------- | --------- | -------- |
| 1         | 1   | Ryssland Jelena Välbe Larisa Lazutina Nina Gavriljuk Ljubov Jegorova                   | 57:12,5   | + 0,0    |
| 2         | 3   | Norge Trude Dybendahl Inger Helene Nybråten Elin Nilsen Anita Moen                     | 57:42,6   | +30,1    |
| 3         | 2   | Italien Bice Vanzetta Manuela Di Centa Gabriella Paruzzi Stefania Belmondo             | 58:42,6   | +1:30,1  |
| 4         | 4   | Finland Pirkko Määttä Marja-Liisa Kirvesniemi Merja Lahtinen Marjut Rolig              | 59:15,6   | +2:03,4  |
| 5         | 6   | Schweiz Sylvia Honegger Silke Schwager Barbara Mettler Brigitte Albrecht-Lorétan       | 1:00:05,1 | +2:52,6  |
| 6         | 5   | Sverige Anna Frithioff Marie-Helene Östlund Anna-Lena Fritzon Antonina Ordina          | 1:00:05,8 | +2:53,3  |
| 7         | 14  | Slovakien Ľubomíra Balážová Jaroslava Bukvajová Tatiana Kutlíková Alžbeta Havrančíková | 1:01:00,2 | +3:47,7  |
| 8         | 9   | Polen Mićhalina Maciuszek Małgorzata Ruchała Dorota Kwaśny Bernadetta Bocek            | 1:01:13,2 | +4:00,0  |
| 9         | 11  | Tjeckien Martina Vondrová Iveta Zelingerová Kateřina Neumannová Lucie Chroustovská     | 1:02:02,2 | +4:49,6  |
| 10        | 7   | USA Laura Wilson Nina Kemppel Laura McCabe Leslie Thompson                             | 1:02:28,4 | +5:15,9  |
| 11        | 8   | Frankrike Carole Stanisière Sylvie Giry-Rousset Sophie Villeneuve Elisabeth Tardy      | 1:02:28,6 | +5:16,1  |
| 12        | 12  | Estland Kristina Šmigun Cristel Vahtra Silja Suija Piret Niglas                        | 1:02:32,4 | +5:19,9  |
| 13        | 10  | Kazakstan Natalja Chtjamets Jelena Tjernetsova Oksana Kotova Jelena Volodina           | 1:03:13,0 | +6:00,5  |
| 14        | 13  | Belarus Jelena Piirajnen Svetlana Kamotskaja Ljudmila Dideleva Jelena Sinkevitj        | 1:04:25,1 | +7:13,3  |